# Léon Flament
Pour les articles homonymes, voir Flament.
Léon Flament, né le 26 mai 1906, est un rameur d'aviron belge.

## Carrière
Léon Flament est médaillé de bronze de deux barré avec François de Coninck et Georges Anthony aux Jeux olympiques d'été de 1928 à Amsterdam.